# العلاقات الأذربيجانية الهندية
العلاقات الأذربيجانية الهندية هي العلاقات الثنائية التي تجمع بين أذربيجان والهند.

## مقارنة بين البلدين
هذه مقارنة عامة ومرجعية للدولتين:
| وجه المقارنة                                              | أذربيجان        | الهند                       |
| --------------------------------------------------------- | --------------- | --------------------------- |
| المساحة (كم2)                                             | 86.60 ألف       | 3.29 مليون                  |
| عدد السكان (نسمة)                                         | 10.00 مليون     | 1.35 مليار                  |
| الكثافة السكانية (ن./كم²)                                 | 115.47          | 410.33                      |
| العاصمة                                                   | باكو            | نيودلهي                     |
| اللغة الرسمية                                             | اللغة الأذرية   | اللغة الهندية، لغة إنجليزية |
| العملة                                                    | مانات أذربيجاني | روبية هندية                 |
| الناتج المحلي الإجمالي (بليون دولار)                      | 40.75 مليار     | 2.60 تريليون                |
| الناتج المحلي الإجمالي (تعادل القوة الشرائية) بليون دولار | 171.56 مليار    | 8.00 تريليون                |
| الناتج المحلي الإجمالي الاسمي للفرد دولار أمريكي          | 5.50 ألف        | 1.60 ألف                    |
| الناتج المحلي الإجمالي للفرد دولار أمريكي                 | 17.52 ألف       | 5.70 ألف                    |
| مؤشر التنمية البشرية                                      | 0.751           | 0.609                       |
| رمز المكالمات الدولي                                      | +994            | +91                         |
| رمز الإنترنت                                              | .az             | .in، .भारत ‏، .بھارت ‏،        |
| المنطقة الزمنية                                           | ت ع م+04:00     | ت ع م+05:30، توقيت الهند    |

## منظمات دولية مشتركة
يشترك البلدان في عضوية مجموعة من المنظمات الدولية، منها:
| علم المنظمة | اسم المنظمة                        | تاريخ انضمام أذربيجان | تاريخ انضمام الهند |
| ----------- | ---------------------------------- | --------------------- | ------------------ |
|             | يونسكو                             | 3 يونيو 1992          | 4 نوفمبر 1946      |
|             | مؤسسة التمويل الدولية              | 11 أكتوبر 1995        | 20 يوليو 1956      |
|             | بنك التنمية الآسيوي                | 1999                  | 1966               |
|             | منظمة حظر الأسلحة الكيميائية       | ?                     | ?                  |
|             | مؤسسة التنمية الدولية              | 31 مارس 1995          | 24 سبتمبر 1960     |
|             | وكالة ضمان الاستثمار متعدد الأطراف | 23 سبتمبر 1992        | 6 يناير 1994       |
|             | الاتحاد البريدي العالمي            | ?                     | ?                  |
|             | الاتحاد الدولي للاتصالات           | 10 أبريل 1992         | 1869               |
|             | منظمة الشرطة الجنائية الدولية      | ?                     | ?                  |
|             | الأمم المتحدة                      | 2 مارس 1992           | 30 أكتوبر 1945     |
|             | البنك الدولي للإنشاء والتعمير      | 18 سبتمبر 1992        | 27 ديسمبر 1945     |

## وصلات خارجية
- موقع وزارة الخارجية الأذربيجانية
- موقع وزارة الخارجية الهندية